# Британські танки Mark V (Луганськ)
Трофейні британські танки Mark V — частина Меморіального комплексу Борцям революції. Установлені на вул. К. Маркса Луганська.

## Технічна характеристика Mark V

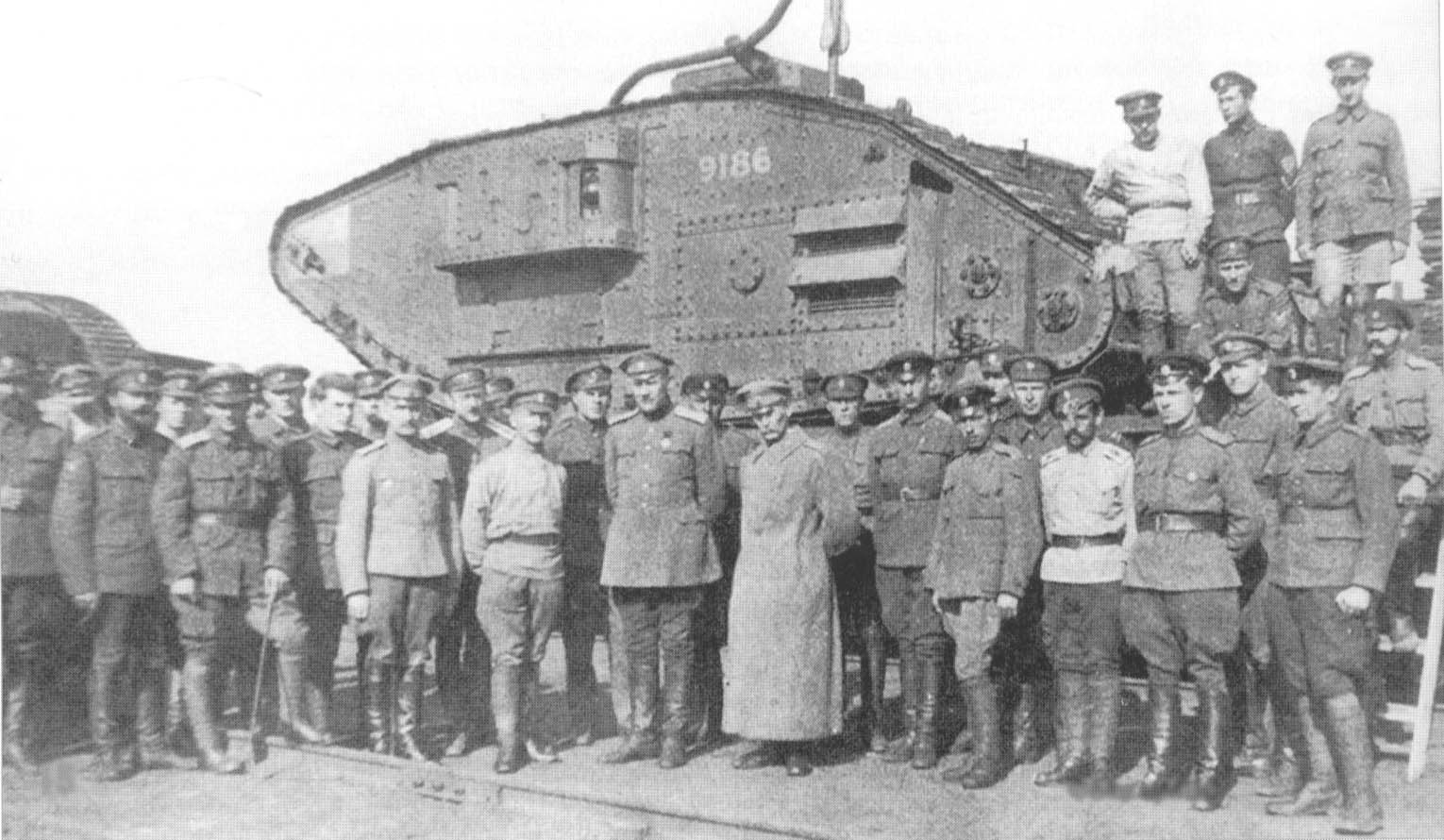
Mark V № 9186 («Зухвалий») на озброєнні Донської армії, 1919 рік

Важкий танк серії Mark V (Mk V) випускався у Великій Британії у 1917 — 1918 роках. Виготовлялись фірмою «Віккерс-Армстронг» у двох модифікаціях, які відрізнялись озброєнням: «самець» (англ. male) мав дві 57-мм гармати «Гочкіс» і чотири 8-мм кулемети «Гочкіс» (Льюїс); «самиця» (англ. female) — лише кулемети, а також змішаний тип «hermaphrodite» або «композит». За цей період з конвеєра зійшло 400 машин («самців» і «самиць») і лише кілька штук «Mark V Composite».
Маса — 29 т, довжина танка — 7,95 м, висота — 2,65 м, ширина  — 3,15 м, швидкість — 7,5 км/г, броня — 8-16 мм. Двигун «Рікардо» потужністю 150 к.с. Екіпаж — 8 осіб
До Луганська потрапили модифіковані танки «композит».

## Історичний огляд
Танки разом з іншим військовим озброєнням й обмундируванням постачались союзниками Збройним Силам Півдня Росії.
Танк № 9186, що у білогвардійців носив ім'я «Зухвалий» (рос. Дерзкий) і згодом опинився у Луганську, використовувався Донською армією. Узимку 1919-1920 років розгромлена Біла армія відступила до Криму і влилась до складу Кримської армії П. Врангеля. Шість танків разом із «Зухвалим» були передані першому загону новосформованого 1-го дивізіону.
Восени 1920 року після боїв на Каховському плацдармі 30 з 60 танків були захоплені Червоною Армією. У 1920 році з англійських і французьких трофейних танків був сформований перший автотанковий загін, згодом Харківська танкова ескадра. У червоноармійців Mark V називався Рікардо за модифікацією двигуна.
У 1930 році танки зняли з озброєння армії, однак деякі з них використовували до 1941 року.
Водночас збереглись фотографії, зроблені в Берліні у 1945 році, які зафіксували два танки Mark V перед Берлінським собором. Щоправда, невідомо, яку роль вони відігравали в останні дні війни.

## Танки у Луганську
У 1938 році нарком оборони СРСР Климент Ворошилов розпорядився передати 14 танків Mark V містам Архангельську, Ворошиловграду, Києву, Ленінграду, Смоленську, Ростову-на-Дону і Харкову «для використання їх як історичні пам'ятки громадянської війни».
До Луганська були відправлені танки № 9186 («Зухвалий») і № 9344. Вони склали єдиний ансамбль з меморіалом Борцям революції.
За місцевою легендою, в кінці 1950-х років, коли К. Ворошилов попав в опалу, надійшла вказівка зняти танки з постаментів і відправити на переплавку. Однак за ініціативою робочих Луганського тепловозобудівного заводу танки були закопані у землю на території заводу. Після приходу до влади Леоніда Брежнєва їх знову установили на своєму місці.
У 1990-х роках трофейні танки перенесли до Луганського обласного краєзнавчого музею.

## Реставрація
До танків у Луганську проявило інтерес британське історичне товариство «Друзі танка Лінкольна», яке зголосилось взяти на себе 3/4 фінансування їх реконструкції. З цією метою голова товариства Роберт Скотт відвідав Луганськ, однак мер не знайшов час для зустрічі. Лише під час другого візиту у 2008 році вдалось досягти певної домовленості.
Водночас містом були поширені чутки, що їх намагаються продати. У «танковий скандал» були втягнуті майже всі місцеві ЗМІ. Через неузгодженість обласної і міської влади, виник конфлікт.
У березні 2009 року під час демонтажу, який був ініційований Луганською міськрадою, громадські організації та облдержадміністрація перешкодили вивезенню танків. На реконструкцію танки були відправлені лише за місяць.
22 вересня 2009 року танки Mk V, відреставровані в цеху загального машинобудування Луганського тепловозобудівного заводу, повернули на старе місце біля монумента Борцям революції.

## MarkV в інших місцях
На теперішній час залишилось дев'ять танків Mk V. Окрім Луганська танки містяться:
| Країна          | Місце розташування | Зображення                               |
| --------------- | --- | ---------------------------------------- |
| Велика Британія | Mark V «самець» (Диявол) у Лондонському імперському військовому музеї.                                                | Mark V. Лондон                           |
| Велика Британія | Mark V («самець», № 9199) і Mark V («самиця») у Бовінґтонському танковому музеї.                                      | Mark V у Бовінґтонському танковому музеї |
| Росія           | Mark V у Бронетанковому музеї в Кубинці під Москвою                                                                   | Mark V в Кубинці                         |
| Росія           | Mark V № 9303 як частина меморіалу в Архангельську                                                                    | Mark V в Архангельську                   |
| США             | Mark V («самець», № 9591) у Національному музеї бронетанкових військ і кавалерії у Форті Беннінг, штат Джорджія (США) |                                          |
| Україна         | Mark V («гермафродит») у Харківському історичному музеї імені М. Ф. Сумцова.                                          | Mark V в Харкові                         |